# 위안빙옌
위안빙옌(중국어: 袁冰妍, 병음: Yuán Bīngyán, 한자음: 원빙연, 1992년 1월 17일 ~ )은 중국의 배우이다.

## 학력
- 상하이 희극학원 (졸업)

## 출연작

### 드라마
- 2013년 쓰촨 방송국 합가환극장 《엽문》 - 추지에윤 역
- 2014년 안후이 위성 텔레비전 청춘시트콤 《애정공우 4》 - 칭칭 역
- 2015년 안후이 위성 텔레비전 해돈제일극장 《마지막 황제》 - 탄위링 역
- 2015년 안후이 위성 텔레비전 해돈제일극장 《촉산전기》 - 소접 역
- 2016년 장쑤 위성 텔레비전 행복극장 《여의 담윤현》 - 유비 역
- 2016년 장쑤 위성 텔레비전 행복극장 《아시두라라》 - 좌소천 역
- 2016년 동방 위성 텔레비전 주파극장 《노구문》 - 아두 역
- 2016년 유쿠 웹드라마 《비도우견비도》 - 수무상 역
- 2018년 아이치이 웹드라마 《현문대사》 - 추의 역
- 2018년 텐센트 웹드라마 《장야》 - 막산산 역
- 2018년 유쿠 웹드라마 《양릉전》 - 한유랑 역
- 2019년 텐센트 웹드라마 《청설루》 - 서정용 역
- 2020년 텐센트 웹드라마 《장야 2》 - 막산산 역
- 2020년 유쿠 웹드라마 《유리미인살》 - 저선기 역
- 2021년 후난위성텔레비전 금응독파극장 《이상조요중국》 - 지앙징우 역
- 2021년 중국중앙텔레비전 황금강당극장 《청춘향전충》 - 탕커얼 역
- 2022년 아이치이 웹드라마 《축경호》 - 유령 역